# زوج عجیب
رفقای عجیب (انگلیسی: The Odd Couple) یک مجموعه تلویزیونی آمریکایی کمدی موقعیت چند دوربینه به تهیه کنندگی متیو پری است، که از ۱۹ فوریه ۲۰۱۵ تا ۳۰ ژانویه ۲۰۱۷ از شبکهٔ سی‌بی‌اس پخش شده‌است.
این سریال هفتمین تولید تلویزیونی از فیلمنامهٔ نیل سایمون به همین نام است که در سال ۱۹۶۵ نوشته شده‌است. تولیدات تلویزیونی از این فیلمنامه، فیلم «رفقای عجیب» در سال ۱۹۶۸ و ادامهٔ آن به اسم «رفقای عجیب ۲» در سال ۱۹۹۸، سریال «رفقای عجیب» در دهه ۱۹۷۰ و ادامهٔ آن در سال ۱۹۸۲، همچنین فیلم تلویزیونی «دوباره با هم» برگرفته از همین سریال و کارتون «صبح شنبه» در سال ۱۹۷۵ است.

## داستان سریال
در این سریال متیو پری و توماس لنون که سابقهٔ بازی مقابل هم در فیلم دوباره ۱۷ را داشتند، بار دیگر در این سریال در کنار هم قرار گرفتند، متیو پری در نقش اسکار مدیسون که فردی تنبل، شلخته و بی خیال است و توماس لنون در نقش فلیکس اونگر که فردی منظم، منضبط و وسواسی است به ایفای نقش می‌پردازند.
فلیکس اونگر و اسکار مدیسون در اواخر دههٔ ۱۹۸۰ در کالج یکدیگر را ملاقات می‌کنند و سرنوشت، آنها را به عنوان هم اتاقی کنار هم قرار می‌دهد، با وجود اینکه فلیکس بر خلاف اسکار آرام و راحت، بسیار عصبی و کلافه است، هر دو به سرعت با هم دوست می‌شوند. آنها سرانجام با دو زن بسیار متفاوت با خصوصیات خود ازدواج می‌کنند.
```
حال سال‌ها گذشته‌است و فلیکس، که اکنون یک 
نویسنده
 و 
عکاس
 
اخبار
 عجیب و غریب است، پس از بیست سال ازدواج با همسرش اشلی (که البته هشت سال آن را با دکتر مشاورهٔ ازدواج گذرانده‌اند !) توسط اشلی از خانه بیرون انداخته می‌شود تا یک جدایی آزمایشی را تجربه کنند، به سراغ اسکار می‌رود تا دوباره با هم دیدار کنند، اسکار نیز اکنون یک 
مجری
 برنامهٔ گفتگوی تلویزیونی ورزشی است و همسر سابقش گابی به دلیل آنکه او را آدم بی‌فکری می‌دانسته، ترک کرده‌است.
```

فلیکس و اسکار تلاش می‌کنند تا با کیسی و امیلی دو خواهری که در همان ساختمان باهم زندگی می‌کنند و هر دو به تازگی از روابط ناسالم خود فارغ شده‌اند قرار بگذارند. در این راه فلیکس بسیار متزلزل است زیرا هنوز احساساتی به همسرش اشلی دارد، درست بر خلاف اسکار که ادعا می‌کند کیسی از همسر سابقش بهتر است. تمامی اتفاقات این سریال، در آپارتمانی در شهر نیویورک رقم می‌خورد.

پانوشت: این سریال تا حدود زیادی فضایی مشابه با سریال دوستان دارد، به لحاظ فضای کمدی موقعیت، لوکیشن فیلم‌برداری و حتی شباهت‌های شخصیت چندلر بینگ با اسکار مدیسون و ... برای طرفداران سریال دوستان می‌تواند جالب توجه باشد.

## قسمت‌ها و زمان پخش
| فصل | قسمت‌ها | قسمت‌ها | تاریخ اصلی روی آنتن رفتن | تاریخ اصلی روی آنتن رفتن |
| فصل | قسمت‌ها | قسمت‌ها | اولین بار                | آخرین بار                |
| --- | ------ | ------ | ------------------------ | ------------------------ |
| ۱   | ۱۲     | ۱۲     | ۱۹ فوریه ۲۰۱۵            | ۱۴ مه ۲۰۱۵               |
| ۲   | ۱۳     | ۱۳     | ۷ آوریل ۲۰۱۶             | ۲۳ مه ۲۰۱۶               |
| ۳   | ۱۳     | ۱۳     | ۱۷ اکتبر ۲۰۱۶            | ۳۰ ژانویه ۲۰۱۷           |

## بازیگران و شخصیت‌های اصلی
- متیو پری در نقش اسکار مدیسون: نویسنده و مجری برنامهٔ رادیویی ورزشی است، که همراه دستیارش دانی یک برنامهٔ رادیویی ورزشی را از آپارتمان خود اجرا می‌کند.
اسکار آدم تنبلی است و آپارتمانش معمولاً بهم ریخته‌است و از زمانی که فلیکس به آنجا نقل مکان می‌کند و اصرار دارد که آپارتمان را تمیز و منظم نگه دارند، این دو مرتب بر سر این موضوع با هم درگیری دارند.
- توماس لنون در نقش فلیکس اونگر: یک عکاس حرفه ای، او و اسکار با شخصیت‌های مختلف خود درگیر می‌شوند. فلیکس همچنین به صورت نیمه وقت یوگا آموزش می‌دهد. فلیکس و همسرش اشلی جدایی را آغاز می‌کنند اما بعداً اشلی درخواست طلاق می‌کند.
- ایوت نیکول براون در نقش دانیل (دنی) دانکن: دستیار اسکار در برنامه رادیویی، او شخصیتی بسیار قوی دارد و اغلب نظر خود را خیلی رک بیان می‌کند.
- لیندسی اسلون در نقش امیلی: همسایهٔ طبقهٔ بالا، که نظر اسکار را به خود جلب می‌کند. امیلی در یک بار محلی کار می‌کند اما تجارت جواهرات دارد که علاقهٔ واقعی اوست. او غالباً در خود فرومی‌رود و اعتماد به نفس پایینی در رابطه با دوست یابی و حرفهٔ خود دارد.
- وندل پیرس در نقش تدی: نماینده و دوست اسکار. تدی به‌طور مدام کارهای اسکار را پیگیری می‌کند و اغلب، اسکار را به انجام مشاغلی که نمی‌خواهد به خاطر تبلیغات انجام دهد تشویق می‌کند. تدی بر خلاف اسکار ازدواج موفقی دارد.

## تولید
متیو پری، خود، از طرفداران زوج عجیب، به ویژه نسخهٔ فیلم ۱۹۶۸ است که منبع اصلی الهام بخش او برای باز تولید این سریال بوده‌است. پری از اواخر دهه ۲۰۰۰، ایدهٔ ساخت مجدد این سریال را به شبکه‌های مختلف پیشنهاد داد و انتظار داشت این سریال برای سال ۲۰۱۰ تولید شود ولی مدیران شبکه‌ها آن را نپذیرفتند تا اینکه سرانجام توسط شبکهٔ CBS در اواخر سال ۲۰۱۳ انتخاب شد.

در ۹ می ۲۰۱۴ به درخواست شبکهٔ سی‌بی‌اس، این سریال برای یک فصل ۱۳ قسمتی برنامه‌ریزی شد و در ۱۹ فوریه ۲۰۱۵ اولین قسمت از فصل اول این سریال به روی آنتن رفت و در ۱۴ می ۲۰۱۵ این فصل به پایان رسید.

در ۱۱ می ۲۰۱۵، این سریال برای فصل دوم در ۱۳ قسمت تمدید شد که در ۷ آوریل ۲۰۱۶ به نمایش درآمد و در ۲۳ می ۲۰۱۶ به پایان رسید.

فصل سوم سریال در ۱۷ اکتبر ۲۰۱۶ آغاز و در تاریخ ۳۰ ژانویه ۲۰۱۷ پایان یافت و هیچ قسمت دیگری سفارش داده نشد. در ۳۱ اکتبر ۲۰۱۶، CBS اعلام کرد که قسمت چهارم از فصل سوم، ادای احترام به روح گری مارشال، خالق نسخهٔ اصلی سریال تلویزیون در سال ۱۹۷۰ است. مارشال پیش از این به عنوان مهمان در فصل دوم سریال فعلی در نقش پدر اسکار، بازی کرده بود.

در تاریخ ۱۰ آوریل ۲۰۱۷، متیو پری در توئیتر خود نوشت: «صورت من روی در صحنهٔ زن و شوهر فرد با رنگ سبز رنگ آمیزی شده‌است. من فکر می‌کنم مناسب است که فرض کنیم ما لغو شده‌ایم.» در ۱۵ می ۲۰۱۷، CBS رسماً سریال را پس از سه فصل لغو کرد.

## بازخوردها

### منتقدان
این سریال با وجود اینکه توانست از بینندگان تلویزیونی نمرهٔ قبولی دریافت کند، اما هیچگاه نتوانست از منتقدین نمرهٔ قابل قبولی دریافت کند، چرا که آن‌ها، معتقد بودند که با وجود اینکه متیو پری و توماس لنون نقش اسکار و فلیکس را به خوبی بازی کرده‌اند ولی شوخی‌ها لوس و قدیمی هستند.

### جوایز
این سریال در سال‌های ۲۰۱۶ و ۲۰۱۷، در چهل و دومین و چهل سومین دوره جوایز انتخاب مردمی که هر ساله توسط تئاتر مایکروسافت برگزار و به صورت زنده از شبکه CBS پخش می‌شود، کاندید دریافت جایزه بازیگر کمدی محبوب تلویزیونی برای متیو پری شد.

## حواشی پیش آمده در خصوص این سریال
قسمت سوم از فصل دوم، مورد انتقاد بسیاری از جوامع بوسنیایی در اروپا و آمریکای شمالی قرار گرفت. در این قسمت، فلیکس (توماس لنون) با شوخی ای که ظاهراً اشاره ای به قتل‌عام سربرنیتسا داشت، (که در آن ۸۰۰۰ جوان و پسر بوسنیایی توسط ارتش صرب کشته شدند) از امیلی (لیندسی اسلون) یک تاریخ می‌خواهد. الدین الزوویچ، رئیس کنگرهبوسنیایی‌های آمریکای شمالی در نامه ای سرگشاده اظهار داشت که کنگره از این شوخی، بسیار آشفته و ناامید است. وی همچنین گفت: «گفتن این که بیایید به آن رستوران صربستانی با طعم سربرنیتسا برویم، شبیه گفتن حرفهای وحشتناکی است که مثلاً بیایید از آن رستوران جدید آلمانی با طعم آشویتس دیدن کنیم.» آلمیر سککانوویچ از فاکتور گفت که این شوخی ابتدایی‌ترین راه برای توهین به قربانیان سربرنیتسا است. برانکا آنتیک اشتاوبر، که یک سازمان غیردولتی را اداره می‌کند و با زنان بوسنیایی که در طول جنگ مورد تجاوز قرار گرفته‌اند کار می‌کند، این شوخی را غیرانسانی خواند و سازمان تحقیقاتی مستقر در انتاریو مؤسسهٔ تحقیقات نسل‌کشی کانادا، این شوخی را تحقیر وحشتناک قربانیان سربرنیتسا خواند. در تاریخ ۱۰ می ۲۰۱۶، تهیه‌کننده اجرایی، باب دیلی، بابت این شوخی عذرخواهی کرد و گفت: «ما از هر ارتباطی با فاجعهٔ وحشتناک سربرنیتسا بی اطلاع بودیم و هرگز به صورت تعمدی به این رویداد بی‌احترامی نکرده‌ایم و از این بابت عذرخواهی می‌کنیم.»